# Garonor
Garonor es un gran parque logístico situado entre las comunas (municipios) franceses de Aulnay-sous-Bois y Blanc-Mesnil.
Gracias a sus 85 hectáreas y sus más de 400.000 m² de locales comerciales, Garonor puede tratar 8 millones de toneladas de mercancía al año.
En un principio, la plataforma inter-ruta de Garonor fue creada en 1970 para el flete de mercancías; pero más tarde y progresivamente fue orientándose hacia una plataforma con funciones logísticas mucho más amplias y variadas, debido en gran medida a un emplazamiento estratégico muy interesante. En Garonor convergen las autovías A1, A3, A104 y está cerca del aeropuerto de París-Charles de Gaulle.
En la actualidad, se ubican en Garonor más de 300 empresas, de las cuales 150 son de transporte (como TNT), dando lugar a más de 4500 puestos de trabajo.